# Joe Starnes
Joe Starnes (ur. 31 marca 1895, zm. 9 stycznia 1962) – amerykański polityk, działacz Partii Demokratycznej, który w latach 1935–1945 reprezentował rodzinny stan Alabama w Izbie Reprezentantów Stanów Zjednoczonych.

## Wczesne lata i kariera
Urodził się w Guntersville (Marshall County, Alabama), gdzie uczęszczał do szkół publicznych. Następnie sam był w nich nauczycielem (lata 1912–1917). W czasie I wojny światowej służył w szeregach US Army, dochodząc do stopnia podporucznika (ang. Second Lieutenant).
Po wystąpieniu z armii ukończył studia na wydziale prawa University of Alabama w Tuscaloosa. W tym samym roku przyjęto go do palestry, dzięki czemu mógł prowadzić prywatną praktykę adwokacką w Guntersville.
Od roku 1923 służył a Gwardii Narodowej Stanu Alabama (Alabama National Guard), gdzie dosłużył się rangi pułkownika. Ponadto w latach 1933–1949 był członkiem stanowej rady ds. edukacji, której od stycznia 1948 był wiceprzewodniczącym.

## Izba Reprezentantów
Do Izby po raz pierwszy wybrano go w listopadzie 1934. Zasiadał w niej równo dziesięć lat (3 stycznia 1935 – 3 stycznia 1945), czyli pięć dwuletnich kadencji. Reprezentował 5. okręg wyborczy stanu. Nie uzyskał ponownej nominacji w 1945. Był związany ze zdecydowanie prawicowym i konserwatywnym skrzydłem partii.

### Komisja ds. Badania Działalności Antyamerykańskiej
Pamiętany jest głównie jako członek Komisji ds. Badania Działalności Antyamerykańskiej (House Un-American Activities Committee). To on przesłuchiwał dyrektorkę programu Federalnego Teatru Hallie Flanagan (znaną reżyser teatralną i dramaturga), w czasie prowadzonego w sprawie projektu dochodzenia. Oto najbardziej znany fragment przesłuchania, które miało miejsce w 1938:
Starnes: Pani to cytuje z Marlowe’a. Czy on jest komunistą?
Flanagan: Proszę o wybaczenie. Cytowałam Christophera Marlowe’a
Starnes: Proszę nam powiedzieć, kim jest Marlowe, żebyśmy mogli to odpowiednio zapisać
Flanagan:Zapiszcie, że był jednym z największych dramaturgów epoki Szekspira i jego bezpośrednim poprzednikiem
Starnes: Oczywiście, mieliśmy ludzi, których można by nazwać komunistami, nawet w antycznym greckim teatrze
Flanagan: Zupełnie słusznie
Starnes: Sądzę, że pan Eurypides też był winny nauczania świadomości klasowej, prawda?
Flanagan: Myślę, że taki zarzut kierowano przeciwko wszystkim greckim dramaturgom
Starnes: A więc nie możemy określić, kiedy to się zaczęło.
(Cytat za: Maksymilian Berezowski, Kariera Richarda Nixona, wydanie trzecie, rozszerzone, Książka i Wiedza, 1976).
Aczkolwiek projekt został przerwany z powodu dopatrzenia się przez komisją „komunistycznej agitacji”, to jednak samo przesłuchanie było kompromitujące, zwłaszcza dla człowieka zasiadającego w organie odpowiadającym za sprawy edukacji. Nie zaszkodziło to jednak dalszej karierze kongresmena Starnesa w Alabamie, gdzie nastroje „polowania na czarownice” były bardzo żywe na długi czas przed rozkwitem maccartyzmu i gdzie nie zwrócono uwagi na szeroko komentowaną ignorancję kongresmena.

## Dalsze życie
Po nieudanej próbie uzyskania nominacji na jedenastą kadencję (wtedy zwycięstwo byłoby praktycznie pewne, gdyż konserwatywni demokraci byli wówczas absolutnymi monopolistami władzy na Głębokim Południu, Starnes od 4 stycznia 1945 służył na froncie II wojny światowej w Europie w stopniu pułkownika. Zdemobilizowano go 22 lutego 1946. Następnie powrócił do praktyki adwokackiej w Guntersville.
Zmarł w Waszyngtonie. Pochowany został na City Cemetery w Guntersville.